# John Leslie Foster
John Leslie Foster (1781 – Cavan, 1842) è stato un politico irlandese.
Importante economista tory, fu in parlamento dal 1807 al 1812, dal 1816 al 1818, dal 1818 al 1820 e dal 1824 al 1830.